# Налепа, Альфред
Альфред Налепа (нем. Alfred Nalepa, 19 декабря 1856, Вершец — 11 декабря 1929, Баден близ Вены) — австрийский зоолог, специалист в области акарологии.

## Биография
Родился 19 декабря 1856 года в Вершеце (ныне Вршац) в семье профессора. После окончания учёбы в гимназии в 1875 году поступил в университет Вены, с 1886 года преподавал в Линце, в 1892 году вернулся в Вену, где работал в качестве профессора естественных наук в гимназии. Описал и систематизировал множество видов галлообразующих клещей семейства Eriophyidae. За выдающиеся заслуги в области образования и научных исследований был награждён рыцарским крестом ордена Франца-Иосифа с пожалованием титула советник правительства. Умер 11 декабря 1929 года.

## Основные работы
- Beiträge zur Systematik der Phytopten, 1889
- Beiträge zur Kenntniss der Phyllocoptiden, 1894
- Die Naturgeschichte der Gallmilben, 1894
- Eriophyidae (Phytoptidae), 1898.
- Eriophyiden-Gallenmilben, 1911[4]